# Adición nucleófila
En química orgánica una adición nucléofila o nucleofílica es una reacción de adición donde en un compuesto químico un enlace π es eliminado mediante la adición de un nucleófilo, dando dos nuevos enlaces covalentes (uno en cada extremo de lo que era el enlace múltiple).
Las reacciones de adición están limitadas a compuestos químicos que tengan átomos unidos por enlaces múltiple:
- Moléculas con enlaces múltiple carbono-heteroátomo como los carbonilos, las iminas o los nitrilos.
- Moléculas con dobles o triples enlaces carbono-carbono (cuando posean características de electrófilos).

## Adición nucleófila a dobles enlaces carbono-heteroátomo
Las reacciones de adición de un nucleófilo sobre enlaces dobles carbono-heteroátomo tales como el C=O o el C=N muestran una amplia variedad. Estos enlaces son polares (existe una diferencia de electronegatividad significativa entre los dos átomos que los forman), de tal forma que el carbono soporta una carga parcial positiva. Esto hace que este átomo sea el objetivo del nucleófilo.
Nu- + RR'C=O → NuRR'C-O-   (Ataque nucleófilo)
NuRR'C-O- + H+ → NuRR'C-OH   (Protonación)
Este tipo de reacción también es conocida como adición nucleófila 1,2 o adición 1,2. Respecto a la estereoquímica de este tipo de ataque nucleófilo el producto de la reacción, en ausencia de quiralidad previa en la molécula, es el racemato, salvo cuando se tiene un centro quiral en α al carbono nucleófilo y en sistemas cíclicos o policíclicos donde tenemos caras diferenciadas, produciéndose en general en estos casos el ataque del nucleófilo mayoritariamente por la cara menos impedida (sin demasiada utilidad sintética aunque sirve para predecir el producto mayoritario).
Las reacciones de adición de este tipo son numerosas.

### Sobre carbonilos
Con un compuesto carbonílico como electrófilo, el nucleófilo puede, por ejemplo, ser:
- Agua en una hidratación a diol geminal (hidrato):

R2C=O + H2O → R2C(OH)2
- Un alcohol para formar un acetal:

R2C=O + 2R'OH → R2C(OR')2 + H2O
- Un hidruro en la reducción a alcohol:

R2C=O + H- → R2CH-O-   (Adición)
R2CH-O- + H+ → R2CH-OH   (Neutralización)
- Una amina primaria conduciendo a la imina:

R2C=O + R'NH2 → R2C=NR' + H2O
- Un enolato en la condensación aldólica.
- Un reactivo organometálico en la reacción de Grignard.
- Un iluro de fósforo en la reacción de Wittig.

### Sobre nitrilos, iminas y otros
Con nitrilos la adición nucleófila puede, por ejemplo, tener lugar mediante:
- Hidrólisis de un nitrilo a un ácido carboxílico:

R-CN + 2H2O → R-COOH + NH3
Con iminas la adición nucleófila, por ejemplo, puede ser con:
- Hidruros para dar aminas en la aminación reductora.

Con isocianatos:
- La adición de un alcohol para formar un uretano:

R-NCO + R'OH → R-NHCOOR'

## Adición nucleófila a enlace múltiple carbono-carbono
Para que pueda tener lugar una adición nucleófila sobre un doble enlace, típicamente nucleófilo, este debe tener un sustituyente aceptor de electrones por resonancia, tal como un acilo, que lo haga susceptible de recibir el ataque de un nucleófilo al verse empobrecido electrónicamente (carácter electrófilo). Este es el caso de las adiciones conjugadas, como lo es la reacción de Michael.
En la sustitución nucleófila aromática vía bencino, anillo tensionado, se produce una adición nucleófila sobre un triple enlace.